# Назукін Іван Андрійович
Іва́н Андрі́йович Назу́кін (рос. Иван Андреевич Назукин; 1892 — 8 лютого 1920) — матрос-революціонер, перший голова воєнно-революційного комітету Балаклави.

## Біографія
Народився в 1892 році на Уралі. З юних років працював ковалем на заводі в Пермі. Матрос. В 1913 році з Балтійського флоту переведений на Чорне море в школу рульових підводного плавання. Знаходився в екіпажі підводного човна «Судак», який базувавася в Балаклаві. Після встановлення в місті радянської влади 18 грудня 1917 року очолив революційний комітет, у січні 1918 року — комітет РСДРП(б), потім Раду воєнних, робітничих і селянських депутатів Балаклави. Був учасником всеросійського з'їзду Рад і увійшов до складу ВЦВК.
Після окупації містечка німцями очолив підпільну роботу. Із звільненням півострова в 1919 році, працював в кримському робітничо-селянському уряді, був народним комісаром освіти. Влітку 1919 року, коли в Крим ввійшла Добровольча армія А. Денікіна, очолив підпільну роботу в Феодосії на посаді голови Феодосійського революційного комітету, готував збройний заколот.
В перших числах лютого 1920 року І. Назукін був заарештований контррозвідкою Збройних Сил Півдня Росії. 8 лютого 1920 розстріляний в Феодосії.

## Пам'ять

Статуя у Феодосії

В 1957 році вулиця Назукіна в Балаклаві перейменована на Набережну Назукіна. В 1983 році на ній відкритий пам'ятний знак, створений скульптором В. Є. Сухановим.
В 1980 році у Феодосії напроти фонтану Айвазовського недалеко від башти Костянтина встановлена статуя матросу-революціонеру.